# 仆射何家祠
何家祠，位于中国广东省中山市小榄镇云路街，建于清代同治癸酉年(1873年)。何家祠原为三进三间布局，现只存中、后两进，占地面积400平方米。1990年12月，列入中山市文物保护单位。